# Qian
Qian 钱 (spreekt uit als Tsjen) is een Chinese achternaam die zijn oorsprong vindt in de Chinese provincie Jiangsu. Deze achternaam staat op de tweede plaats van de Baijiaxing, omdat zij ten tijde van het schrijven een adellijke familie waren in Wuyue. In Volksrepubliek China staat de achternaam op de 92e plaats van meestvoorkomende achternamen. Hoewel er weinig mensen met de achternaam Qian zijn, zijn er toch veel beroemde personen geweest met de achternaam Qian.
In Singapore wordt deze achternaam geromaniseerd als Zee en in Hongkong en Macau als Chin.
- Vietnamees: Tiền
- Koreaans: Joen/Chun

## Oorsprong
Volgens een mythe zijn de mensen met de achternaam nakomelingen van de taoïstische god Peng Zu uit de Zhou-dynastie. Peng Zu was zeer rijk en omdat hij vond dat zijn nakomelingen dit niet mochten vergeten, veranderde hij zijn achternaam in Qian, wat letterlijk geld betekent. De families Peng en Qian zijn dus eigenlijk één familie.

## Nederland
De Nederlandse Familienamenbank geeft de volgende statistieken weer:
| familienaam | aantal in 1947 | aantal in 2007 |
| ----------- | -------------- | -------------- |
| Qian        | 0              | 33             |
| Chin        | 3              | 331            |
|             | totaal: 3      | totaal: 364    |

## Bekende personen met de naam Qian of She
- de monarchie van Wuyue
- Qian Qi (710-782)
- Qian Weiyan (钱惟演) (962-1034)
- Qian Qianyi (钱谦益) (1582-1664)
- Qian Chengqun (钱陈群) (1686-1774)
- Qian Yiji (錢儀吉) (1783-1850)
- Qian Taiji (錢泰吉) (1791-1863)
- Qian Yingpu (錢應溥) (1824-1902)
- Qian Xuantong (錢玄同) (1887-1939)
- Ch'ien Mu (錢穆), (1895-1990)
- Qian Ying (钱瑛) (1903-1973)
- Qian Zhongshu (錢鍾書) (1910-1998)
- Tsien Hsue-shen (錢學森)
- Chien Wei-zang (錢偉長)
- Qian Sanqiang (钱三强) (1913-1992)
- Qian Zhengying (钱正英)
- Qian Liren (錢李仁)
- Qian Qichen (钱其琛)
- Fredrick Chien (錢復)
- Elizabeth Wong, geboren als Chien
- Qian Yunlu (钱运录)
- Roger Y. Tsien (錢永健)
- Chin Kar-Lok (錢嘉樂)